# Devoucoux (sellerie)
Pour les articles homonymes, voir Devoucoux.
Devoucoux est une ancienne entreprise de sellerie située à Bidart près de Biarritz, dans le Pays basque français. C'est maintenant une marque de la société LIM France.
La société affirmait être le leader mondial de la sellerie de luxe.

## Historique
Le fondateur de l'entreprise, Jean-Michel Devoucoux, est originaire de Ciboure. Il entreprend en 1982 son tour de France auprès de maîtres selliers pour apprendre le métier et les techniques de travail du cuir. Il fonde en 1985 à Sare un atelier de sellerie. En 1992, il emménage à Biarritz, puis installe sa production en 2000 dans les actuels locaux de Bidart. En 2013, Devoucoux rejoint le groupe LIM Group.
Devoucoux produit une gamme de selles composée de treize modèles[réf. nécessaire]. Chaque selle est fabriquée sur mesure pour le cavalier et sa monture.
Sa clientèle est internationale. La société possède des filiales en Italie, en Angleterre, aux États-Unis et à Hong-Kong. La stratégie marketing s'appuie notamment sur des partenariats avec des cavaliers célèbres.
Devoucoux emploie 62 personnes et produit 3 000 selles par an en 2015. 
Devoucoux est labellisée « Entreprise du patrimoine vivant ».
Le 24 février 2016 la société est dissoute. Les marques, le personnel et la fabrication sont transférées au holding : LIM Group et à  CWD Sellerie de Nontron